# Vachellia tortilis
Acacia faux-gommier
Espèce
Synonymes
- Acacia tortilis (Forssk.) Hayne[1],[2]
- Mimosa tortilis Forssk.[1],[2]

Vachellia tortilis, l’Acacia faux-gommier, est une espèce de plantes à fleurs de la famille des Fabaceae. Longtemps considéré comme appartenant au genre Acacia, son genre aujourd'hui reconnu par l'APG III est Vachellia,. Il s'agit d'une espèce d’arbres issue des zones désertiques africaines (Sahara et Sud de l'Afrique) et de la péninsule arabique. Il constitue une ressource essentielle tant pour les animaux sauvages tels que les Antilopes et les Girafes que pour les animaux domestiques tels que les Dromadaires mais aussi pour les populations rurales qui se nourrissent de ses graines, utilisent son bois et profitent de ses propriétés médicinales.

## Description

### Port général

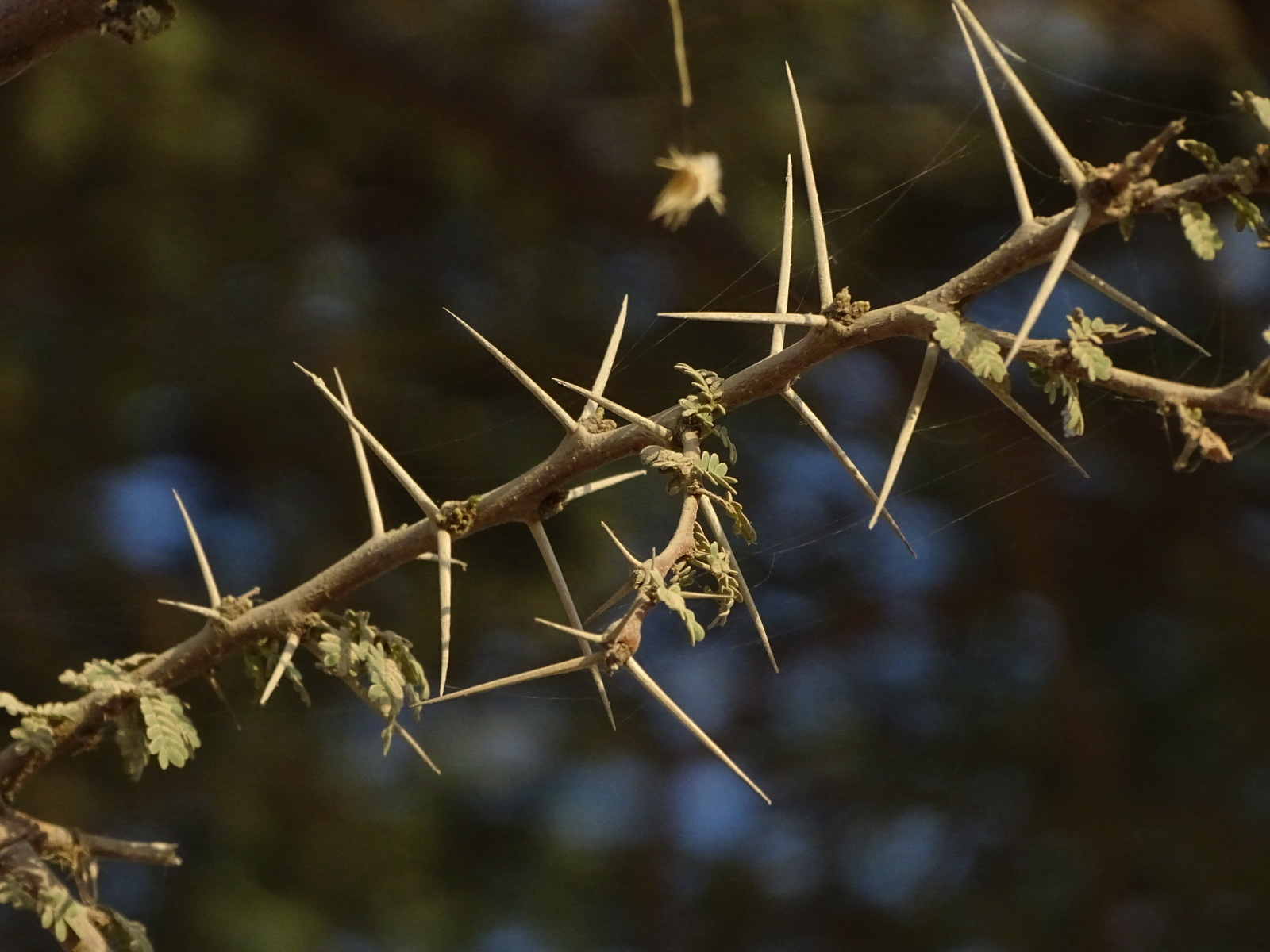
Vachellia tortilis : épines.

L'Acacia faux-gommier est un arbre épineux des terres arides d’Afrique pouvant atteindre jusqu’à 21 m de haut pour certaines sous-espèces, mais dans le cas de la sous-espèce raddiana l’arbre atteint une hauteur de 10 m. Vachellia tortilis subsp.raddiana possède une silhouette en Y avec une canopée convexe assez caractéristique.

### Appareil végétatif

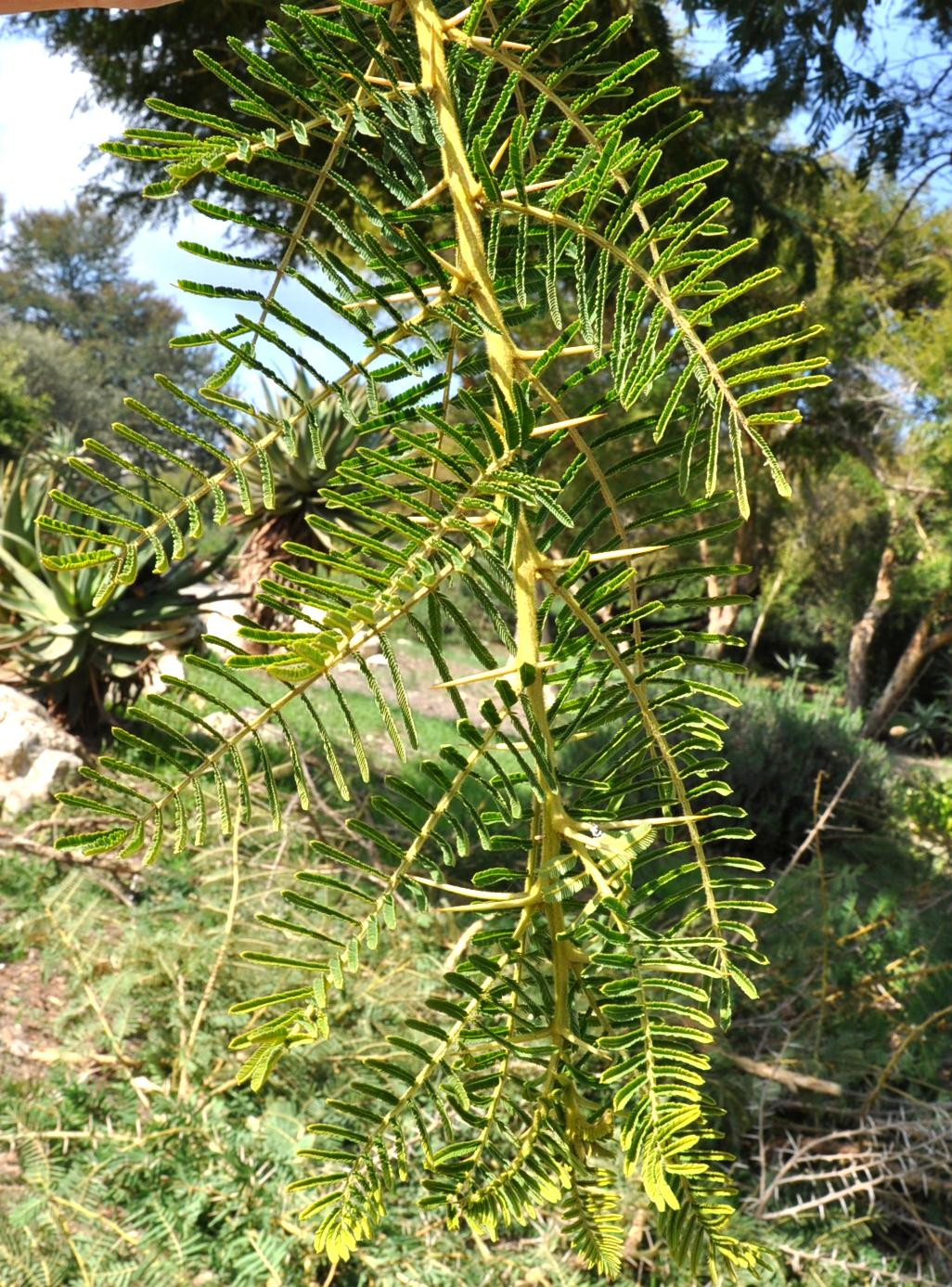
Vachellia tortilis : feuilles.

Vachellia tortilis possède un tronc de diamètre allant de 40 à 50 cm. L’écorce est rugueuse et de couleur allant du gris au noir, en passant par le brun foncé. Son bois est dur et jaunâtre. Les branches portent des feuilles et des épines, le nombre de ces dernières augmentant en réaction au broutage des herbivores. Les feuilles bipennées sont vert foncé, avec un rachis long de 4 à 6 cm.
En fonction des sous-espèces considérées, le nombre de pinnules sur le rachis peut varier de 2 à 7 paires par feuille. Chaque  pinnule peut alors porter jusqu’à 15 paires de folioles, de 4 à 6 cm de long. Sur les rameaux âgés il peut y avoir un mélange d’épines longues, droites et blanchâtres avec des épines petites et crochues.

### Appareil reproducteur

#### Fleurs

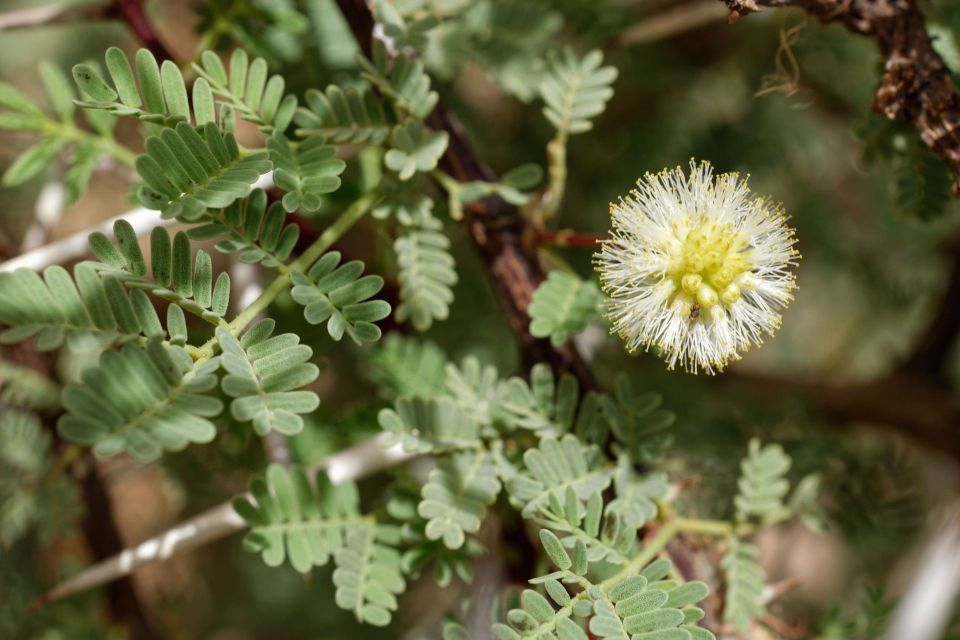
Vachellia tortilis subsp. raddiana : fleur (Haroune, Maroc).

Les fleurs de Vachellia tortilis sont regroupées en petits capitules globuleux blancs à blanc jaunâtre, attachés au bout d’un pédicelle long de 0,4 à 2,5 cm. Le diamètre de ces capitules est compris entre 0,5 et 1,1 cm. L’anatomie de la fleur est assez simple, un calice ciliolé ainsi qu’une corolle à lobes aigus. L’androcée est composé de multiples étamines allongées. La gynécée est composé d’un ovaire unicarpellé et dépourvu de poils.

#### Fruits

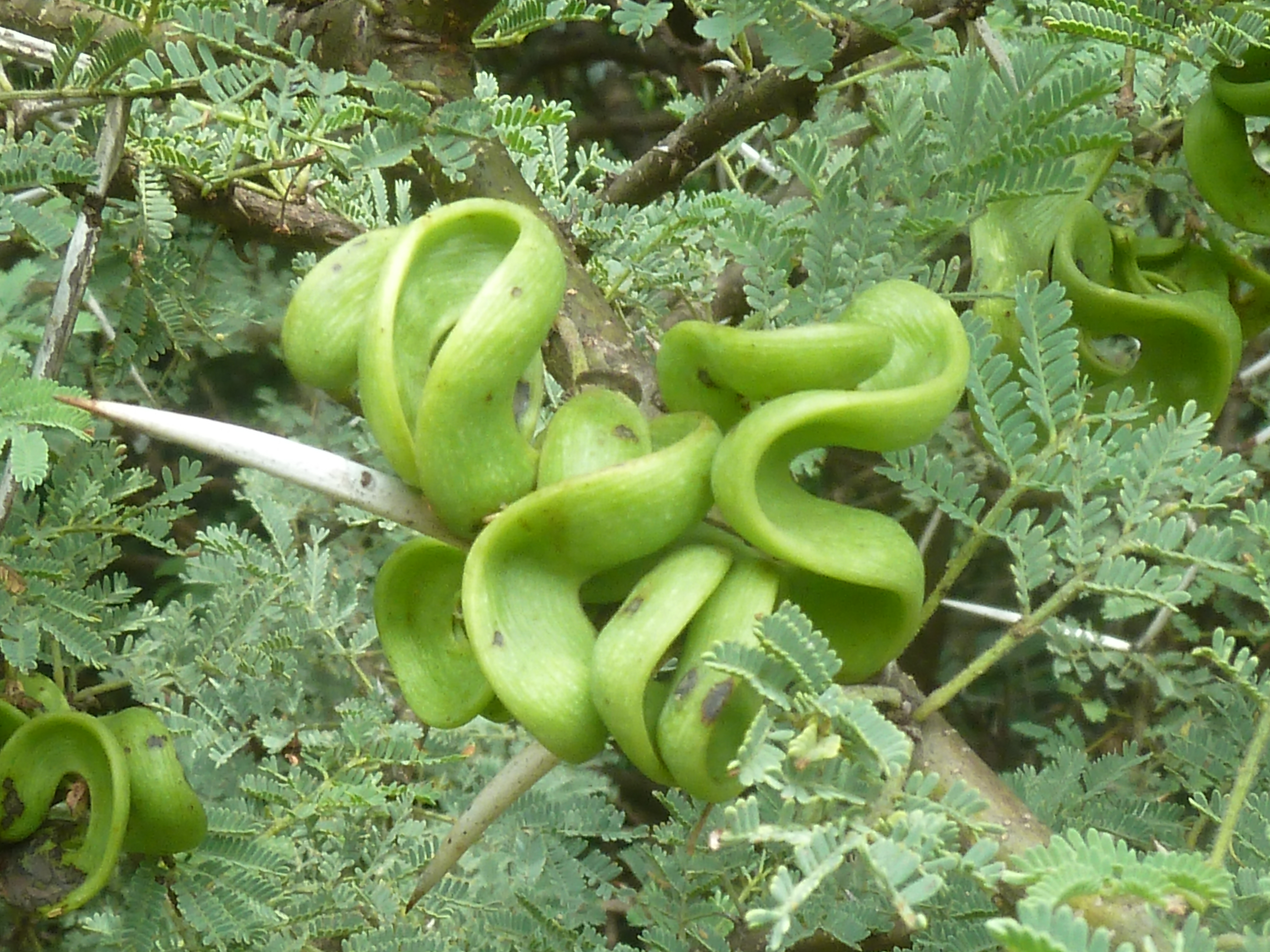
Vachellia tortilis subsp. heteracantha : fruit.

La diversité des fruits est assez grande parmi les différentes sous-espèces de Vachellia totilis. Un caractère distinctif reste commun à toutes ces sous-espèces : la forme de la gousse en tortillon. Ces gousse sèchent tardivement, ou même, dans certains cas, ne sèchent pas du tout. Ces mêmes gousses peuvent être glabres (cas de subsp. raddiana) à poilues (cas de subsp. spirocarpa). La variété présente dans les phénotypes des fruits est un facteur permettant la détermination de ces différentes sous-espèces.

## Écologie

### Répartition

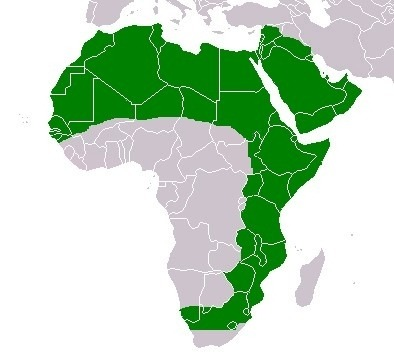
Aire de répartition de l'ensemble des sous-espèces de Vachellia tortilis.

Vachellia tortilis est une espèce largement répandue en Afrique. Ses 4 sous-espèces reconnues se répartissent sur des aires relativement distinctes depuis l’Afrique du Sud jusqu’en Algérie et en Égypte, au Nord. Il est également possible de retrouver des Vachellia tortilis  dans des pays d’Asie du Sud-Ouest tels que Israël (territoires Palestinien) et le Sud de l’Arabie,,,,,,.
- La sous-espèce Vachellia tortilis subsp. raddiana (Savi) Kyal. & Boatwr est présente dans les zones arides au Nord de l’Afrique dans les zones péri-saharienne et moyen-orientale depuis la Mauritanie jusqu’à l’Égypte et au sud du Sahara dans les pays tels que le Mali, le Niger, le Nigeria, le Tchad, le Soudan et l’Éthiopie. En revanche, cette sous-espèce est quasi absente dans les zones sahariennes en dehors des lits d’oueds et de quelques dépressions. La Tunisie est notamment un pays d’intérêt concernant Vachellia tortilis subsp. raddiana car c’est le seul taxon spontané présent sur son territoire.
- La sous-espèce Vachellia tortilis subsp. spirocarpa (Hochst. ex. A.Rich.) Kyal. & Boatwr se retrouve dans les régions d’Afrique de l’Est depuis l’Éthiopie jusqu’au Nord de l’Afrique du Sud.
- La sous-espèce  Vachellia tortilis subsp. heteracantha (Burch.) Kyal. & Boatwr, quant à elle, est confiné aux régions du Sud de l’Afrique dans des pays tels que la Namibie, le Botswana, le Zimbabwe, le Mozambique, l’Afrique du Sud, le Lesotho et le Swaziland.
- La sous-espèce Vachellia tortilis subsp. campoptila (Schweinf.) Ragup., Seigler, Ebinger & Maslin est endémique du Yémen.
- L’aire de répartition de la sous-espèce nominative Vachellia tortilis subsp. tortilis chevauche celle de la sous-espèce raddiana au niveau des régions d’Afrique de l’Est et du Moyen-Orient.

### Habitat

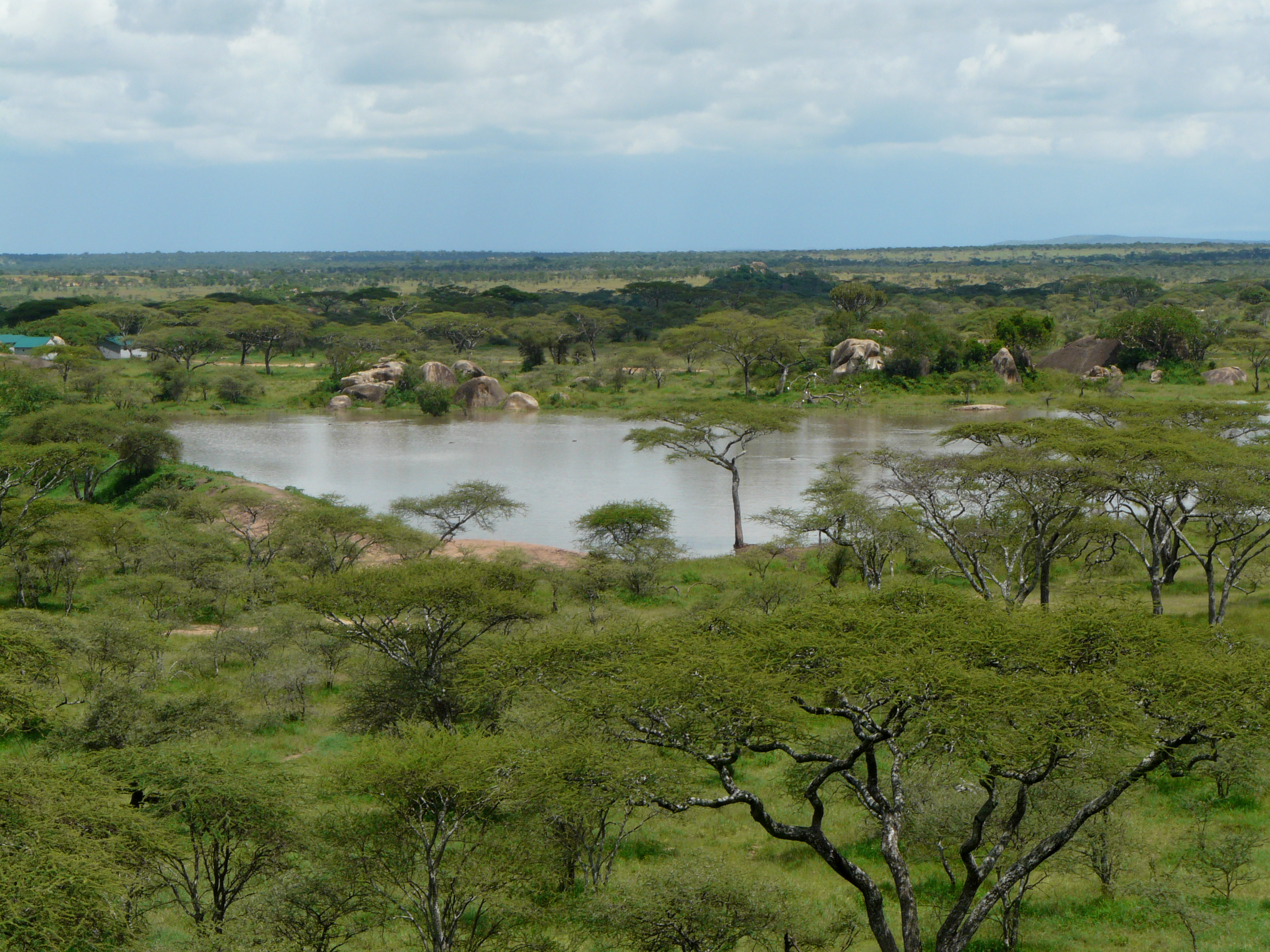
Vachellia tortilis (Parc national du Serengeti, en Tanzanie).

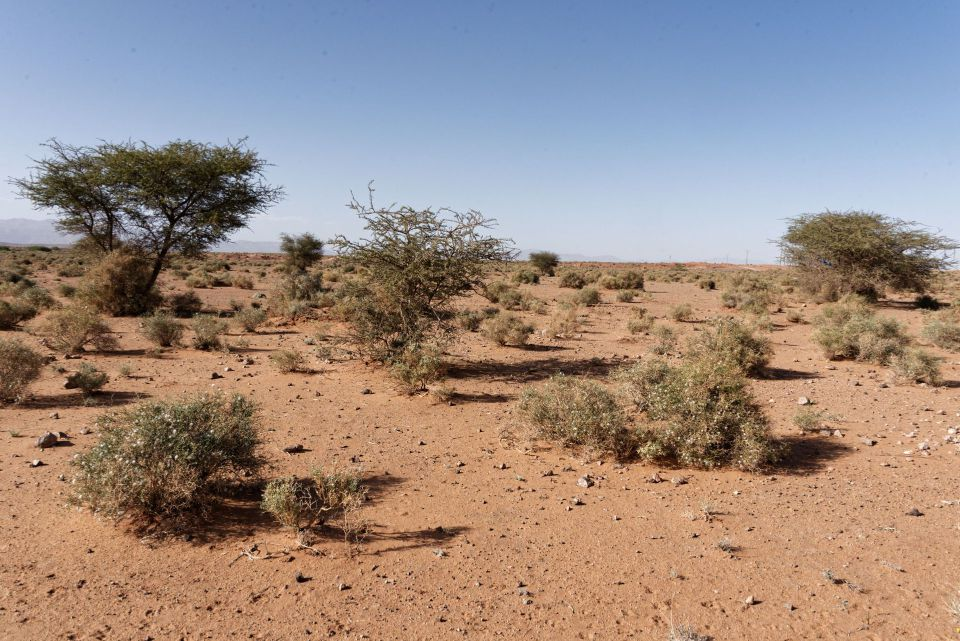
Vachellia tortilis subsp. raddiana (Tinjdad, au Maroc).

Vachellia tortilis est une espèce xérophile présentant une bonne résistance physiologique. De manière générale, il croît dans des bioclimats tropicaux secs et arides du Sahel et du Sahara ainsi que dans des bioclimats de type méditerranéens arides et semi-arides. Il est capable de supporter des températures allant de 0 °C à 50 °C et des précipitations s’étalant de 100 à 1 000 mm/an,. De plus, il est possible de le retrouver depuis le niveau de la mer jusqu’à des altitudes tournant autour des 1 900 m. Ainsi, V. tortilis subsp. raddiana a pu être observé dans le massif  de l’Ahaggar (Algérie) à une altitude de 2 100 m. Afin de pouvoir se développer de façon idéale, A. tortilis requiert un sol léger et bien drainé. Les sols calcaires, sableux et limoneux en sont de bons exemples,,. De par son système racinaire pivotant et sa xérophilie, V. tortilis nécessite un sol profond mais il est tout de même capable de se développer dans des sols peu profonds à condition d’avoir assez d’espace.

## Biologie

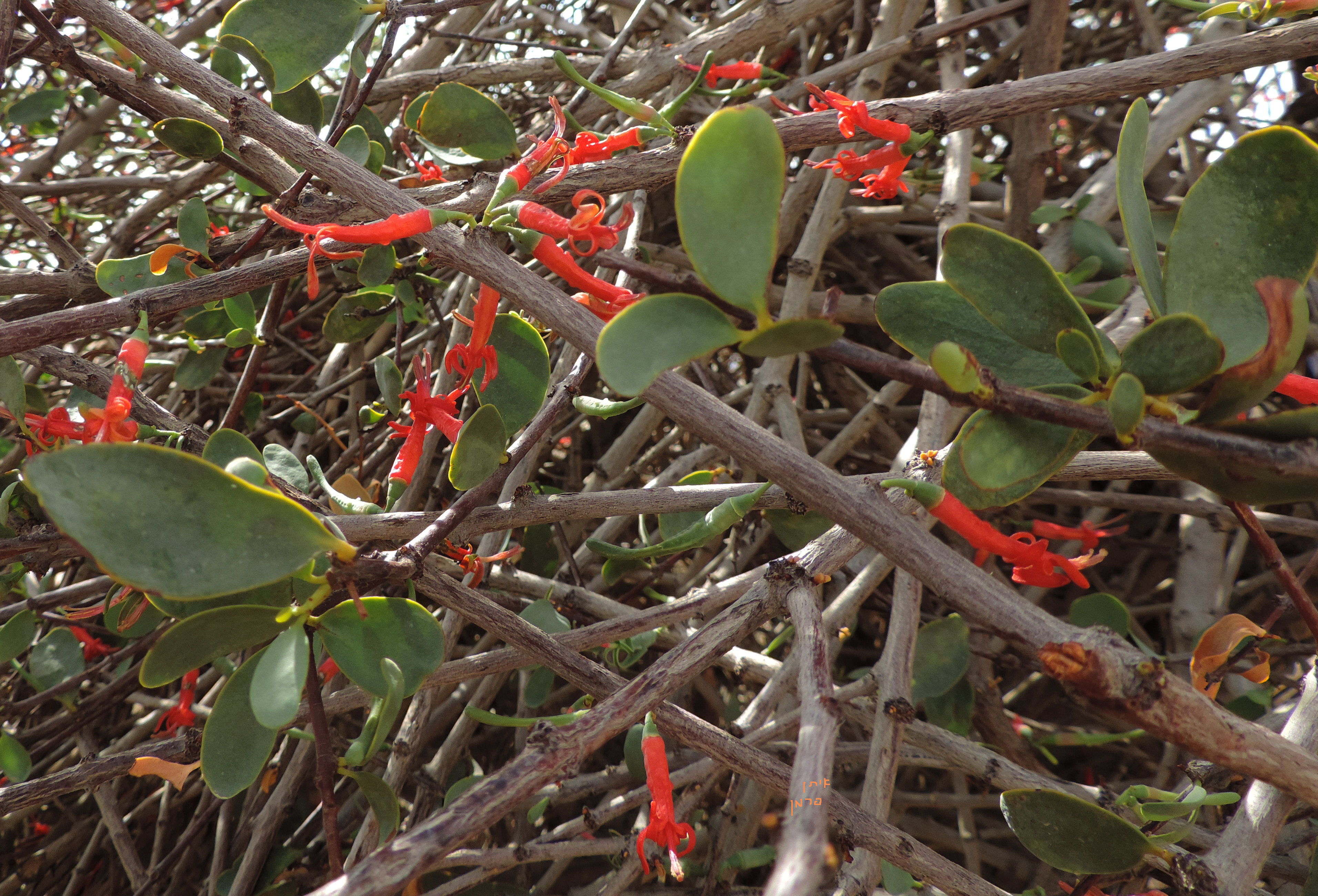
Loranthus acaciae, un hémiparasite de l'Acacia faux-gommier comparable au Gui (Israël).

Le genre Vachellia, comme les Acacia, fait partie des légumineuses, ce clade a pour caractéristique majeure de conduire une symbiose avec des bactéries du genre Rhizobium. Ces bactéries forment des nodules sur les racines de la plante et lui fournissent de l’azote qui doit donc être extrait du sol en moindre quantité. En échange de cet azote, la plante fournit aux bactéries des molécules carbonées issues de la photosynthèse. De plus, V. tortilis est une source de nectar, contrairement à un grand nombre d’espèce du même genre, pour de nombreux insectes nectarifères tels que certains hyménoptères comme Apis mellifera ou d’autres du genre Xylocopa. Ces insectes transporteront dès lors le pollen de V. tortilis afin d’assurer la pérennité de l’espèce. Des observations au Mali démontrent également que des oiseaux nectarifères comme le Nectarinia pulchella, complètent leur nutrition azotée grâce aux fleurs de V. tortilis. De cette façon, ils contribuent également au transport du pollen sur de grandes distances.

## Utilisations
L’espèce V. tortilis possède un grand nombre de vertus utiles pour l’Homme comme pour d’autres organismes, et ce à différents niveaux.

### Lutte contre la désertification
L’espèce V. tortilis permet de lutter contre la désertification dans les zones arides comme notamment les régions péri-saharienne et sahélienne. De par le peu d’exigences en eau que requiert V. tortilis subsp. raddiana et sa capacité à coloniser des milieux défavorisés, ce dernier est considéré comme l’arbre pionnier des surfaces sèches,,,.
L'Acacia faux-gommier est une des essences utilisées pour créer la grande muraille verte Africaine.

### Usages alimentaires
Vachellia tortilis possède un grand nombre d’usages utiles pour l’Homme et constitue donc une importance notable dans l’économie rurale des régions sèches d’Afrique. Différentes parties de la plante peuvent être exploitées à des fins diverses et variées. Ainsi, le bois présente un intérêt majeur comme combustible et comme bois de construction. Les graines peuvent être mangées. D’autres parties de la plante peuvent être consommées mais ça n’est que ponctuel ou en période de disette. L’écorce de V. tortilis, riche en tanins, est une source de colorant une fois broyée,,.

### Intérêt agricole et pastoral

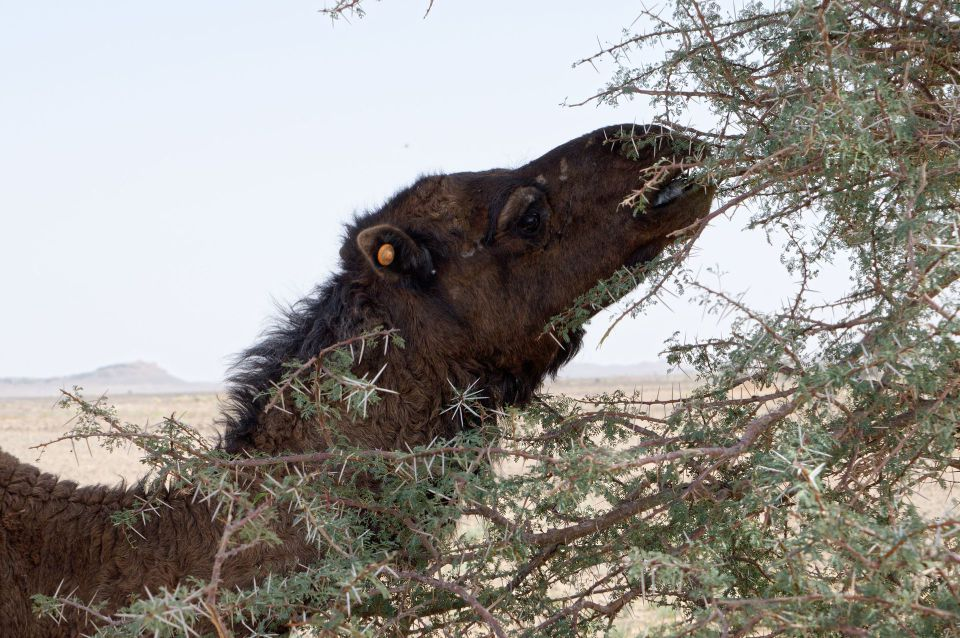
Vachellia tortilis subsp. raddiana brouté par un Dromadaire (Mssici, Maroc).

Les terres situées sous les différentes espèces de la tribu des Acacieae sont, de manière générale, plus fertiles en raison du taux d’azote élevé contenu dans la plante de par la symbiose formée avec les bactéries de genre Rhizobium. Les feuilles, lorsqu’elles tombent, contribuent dès lors à un apport azoté au sol,,.
L'Acacia faux-gommier présente un intérêt pastoral appréciable grâce aux feuilles, fruits et même épines qui pourront servir de fourrage pour le bétail, dont notamment les chèvres,, et les dromadaires pour qui cette ressource peut constituer l'alimentation principale en cas de pénurie d'herbacées.

### Usages médicaux et pharmacologiques
Les utilisations à objectif thérapeutiques de V. tortilis varient selon les cultures et les endroits. Différents organes de cette espèce comme les stipules, graines et jeunes épines permettent de soulager la colique des sables dont certains dromadaires peuvent être atteints. L’écorce, une fois broyée, peut servir de substance vermifuge et de désinfectant. La gomme possède un grand nombre de vertus médicales. Ainsi, elle peut être utilisée comme pansement et antidiarrhéique. Elle peut également jouer un rôle en luttant contre des affections oculaires comme un entropion ou même des maladies pulmonaires. La graine possède, elle aussi, des vertus antidiarrhéiques. La fumée se dégageant lorsque le bois de V. tortilis est brûlé permet de lutter contre la toux.
L’huile extraite de V. tortillis est riche en acides gras saturés et insaturés. Citons notamment l’acide linolénique, l’acide gras insaturé le plus présent dans la graine (50,43%). Les acides gras sont connus pour leur activité antidiabétique importante et leur forte capacité à réduire le taux de cholestérol présent dans le sang,.

## Importance culturelle

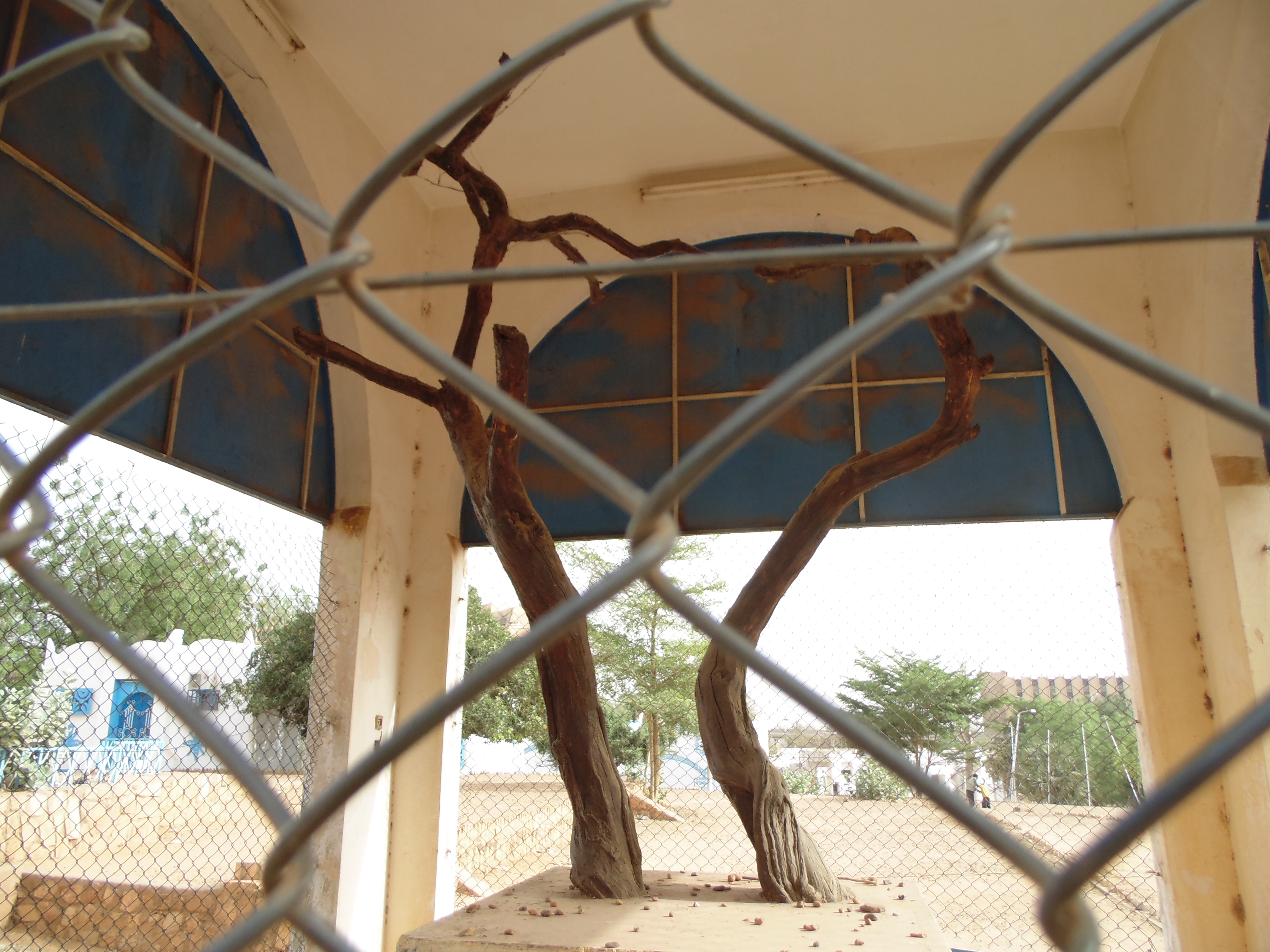
Restes de l'Arbre du Ténéré au musée national du Niger.

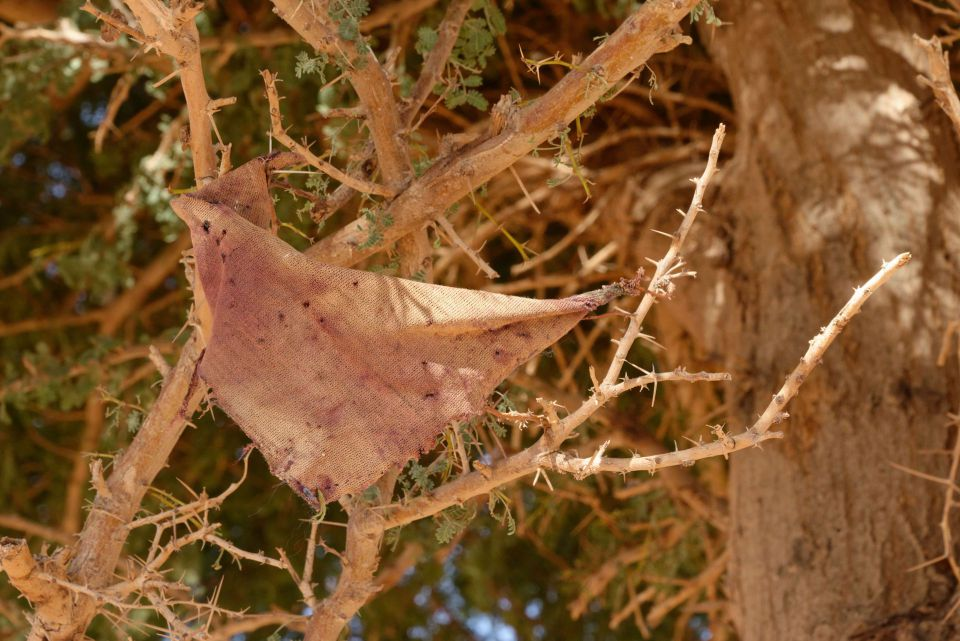
Ex-voto sur un Acacia faux-gommier (Merzouga, au Maroc).

L'Arbre du Ténéré était un Acacia faux-gommier du Niger considéré comme l'arbre le plus isolé du monde. Détruit à cause d'un accident malheureux en 1973, il est aujourd'hui un emblème nationale.
Dans le Sahara marocain, il n'est pas rare de trouver des bouts de tissus accrochés aux branches des vieux sujets : il s'agit d'ex-voto invoquant la bénédiction d'un saint enterré à proximité.